# Darija Wikonska

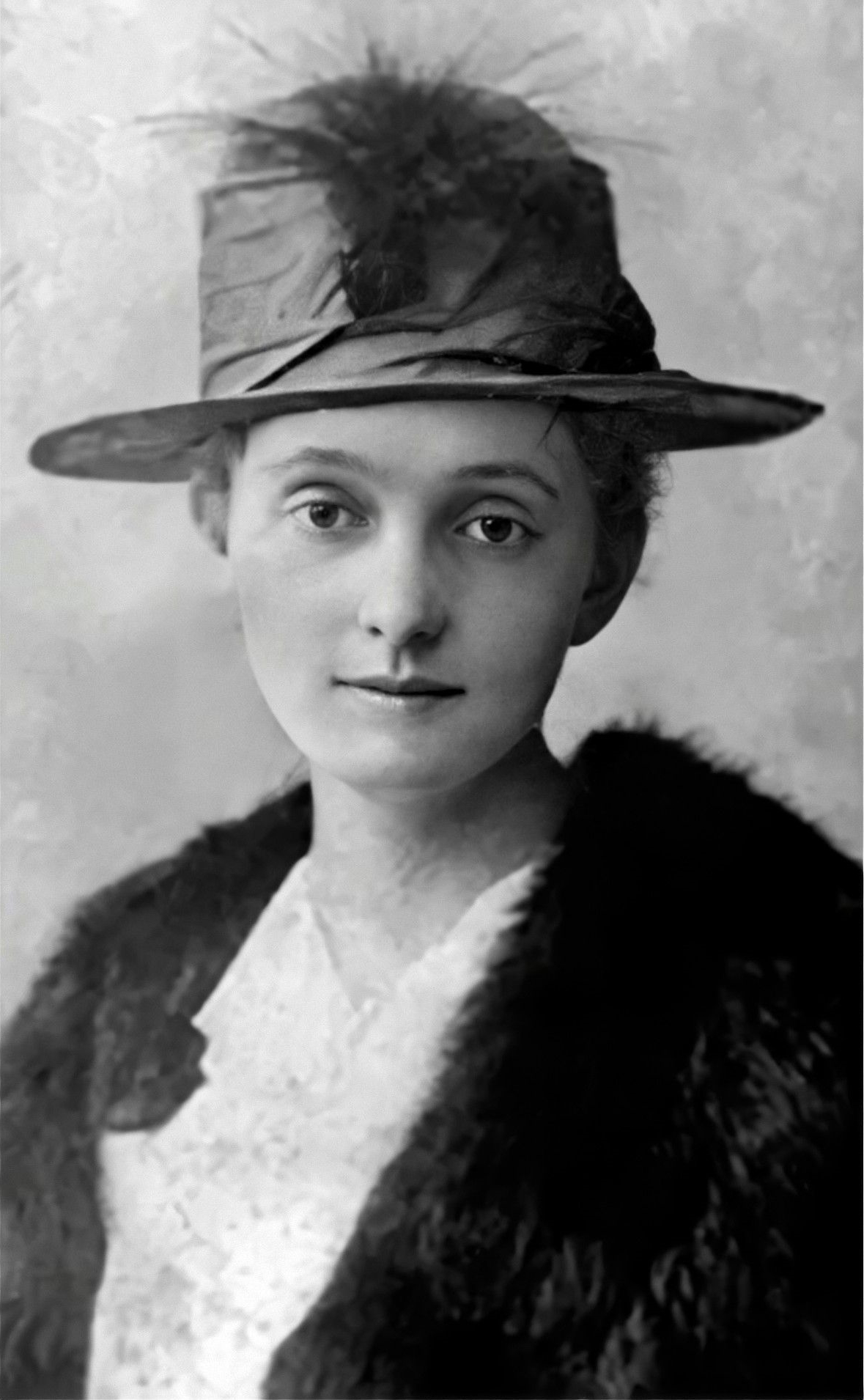
Darija Wikonska (1930er Jahre)

Darija Wikonska (ukrainisch Дарія Віконська, bürgerlich Iwanna-Karolina Wolodyslawna Fedorowytsch, ukrainisch Іванна-Кароліна Володиславна Федорович, * 17. Februar 1893 in Wien, Österreich-Ungarn; † 25. Oktober 1945 in Wien, Besetztes Nachkriegsösterreich) war eine österreichisch-sowjetisch-ukrainische Schriftstellerin und Übersetzerin.

## Biografie
Ihre Eltern waren die Aristokratin Zdenka Mayer von Witond und der ukrainische Magnat Wolodyslaw Fedorowytsch. Sie erhielt in England, Deutschland, Frankreich und Österreich-Ungarn eine künstlerische Ausbildung und lernte europäische Sprachen. Auf dem Stammsitz ihres Vaters in Wikno lehrte der Philologe Mykola Malyzkyj sie die ukrainische Sprache. Die beiden heirateten im Juli 1917 und wohnten in Schljachtynzi. Sie engagierte sich gemeinsam mit ihrem Mann in der Ukraine für Bildungs- und Kulturaktivitäten.
Erstmals wurden ihre Werke 1922 unter einem Pseudonym und ihrem eigenen Namen im Literarisch-wissenschaftlichen Herold veröffentlicht. Darunter befanden sich prosaische und poetische Skizzen sowie journalistische Notizen zu Themen der Kunst und Literatur. Seitdem wurden ihre Artikel und kritischen Essays in Zeitschriften in der Westukraine veröffentlicht. Sie verfasste auch Übersetzungen der Prosadichtung von Oscar Wilde. Ihr Pseudonym Darija Wikonska bezieht sich auf den Namen des Stammsitzes ihres Vaters. 1931 veröffentlichte sie auf eigene Kosten eine Sammlung ihrer poetischen Dialoge namens Rajska jablinka (Paradiesapfel). 1938 schrieb sie das Buch Sa sylu j peremohu. (Für Macht und Sieg). Darin beschrieb sie die ethnopsychologischen Merkmale im Charakter der ukrainischen Nation.
Fedorowytsch umgab sich mit gebildeten Menschen. Bekannte Künstler und Schriftsteller jener Zeit wohnten immer auf ihrem Anwesen. Gemeinsam mit ihrem Mann stellte sie Mittel für Stipendien der Proswita zur Verfügung und unterstützte junge Schriftsteller. Außerdem war sie in Galizien auch als Fotografin tätig und präsentierte ihre Werke auf einer Ausstellung in Lwiw.
Ihr Ehemann wurde am 24. April 1941 von den sowjetischen Behörden zu 8 Jahren Haft in einem „Heilarbeitslager“ verurteilt, da er ein „Ausbeuter der Werktätigen“ und ein „ukrainischer bürgerlicher Nationalist“ gewesen sein soll. Er wurde in die Oblast Archangelsk geschickt und kam nicht wieder. Fedorowytsch floh nach Wien. Nach der Wiener Operation brachen NKWD-Beamte in ihre Wohnung ein, um sie zu verhaften. Sie sprang aus dem Fenster im dritten Stock, fiel auf das Kopfsteinpflaster und starb wenige Monate später im Krankenhaus.
Eine Straße in Ternopil ist nach Fedorowytsch benannt.